# S/2004 S 3
S/2004 S 3 – tymczasowe oznaczenie przypuszczalnego księżyca Saturna, zaobserwowanego na zdjęciach zrobionych przez sondę Cassini. 
Uważa się, że jego średnica wynosi 3-5 km. Naukowcy nie mają pewności, czy jest to księżyc, czy też chwilowe zagęszczenie materii z pierścienia F Saturna. Być może S/2004 S 4 to ten sam obiekt, którego ekscentryczna lub nachylona orbita sprawiła, że był on widoczny po zewnętrznej, a później po wewnętrznej stronie pierścienia.
Dalsze obserwacje powinny potwierdzić lub zaprzeczyć jego istnieniu. Jak dotąd (wrzesień 2012), nie został on zaobserwowany ponownie.